# Jeremoabo
Jeremoabo é um município brasileiro do estado da Bahia. Sua população, segundo a estimativa de 2024 do IBGE, era de 39 501 habitantes.
A porcentagem de população urbana, que era de apenas 13% em 1970, chegou a 40% do total do município em 1996.

## Topônimo
O nome Jeremoabo é oriundo do tupi e significa "plantação de abóbora".

## História
A região de Jeremoabo, que teve como primeiros habitantes os indígenas tupinambás dos ramos dos muongorus e cariacás, foi colonizada no século XVII por meio da pecuária, atrelada à Casa da Torre, latifúndio pertencente a Garcia d’Ávila e descendentes.
Na década de 1660, os padres Jacob Roland e João de Barros fundaram a missão de Geremoabo, para a catequese e proteção dos indígenas locais. A Casa da Torre, que queria escravizar os indígenas e estava em conflito com os missionários, incendiou esse aldeamento missionário em 1669. Essa aldeia foi reconstruída pela Casa da Torre, devido à intervenção do Governo Colonial e da Igreja Católica.
Em 1698, a missão de Geremoabo já aparece com a categoria de julgado.
Por meio de Alvará Régio de 11 de abril de 1718, a aldeia de Geremoabo foi elevado à categoria de Freguesia, com o título de São João Batista de Geremoabo do Sertão de Cima, sendo subordinada à vila de Itapicuru.
A Freguesia de São João Batista de Geremoabo do Sertão de Cima foi elevada à categoria de vila, com o nome Geremoabo, por meio de decreto de 25 de outubro de 1831, não havendo informações da data de instalação.
A Lei estadual nº 1775, de 6 de julho de 1925, concedeu a Geremoabo o título de cidade.
Por meio do decreto-lei estadual nº 141, de 31 de dezembro de 1943, ratificado pelo decreto estadual nº 12978, de 1° de junho de 1944, o município de Geremoabo teve sua grafia alterada para Jeremoabo.
Ao longo da sua história, Jeremoabo teve partes do seu território desmembradas para a criação de novos municípios: Glória (1886), Santa Brígida (1962), Coronel João Sá (1962), Pedro Alexandre (1962) e Sítio do Quinto (1989).

## Geografia
O município de Jeremoabo possui uma área territorial de 4.267,488 km² segundo o IBGE (2022) e faz divisa com Novo Triunfo, Canudos, Pedro Alexandre, Macururé, Santa Brígida, Sítio do Quinto, Coronel João Sá, Rodelas e Paulo Afonso. Sobre o relevo do município, possui altitudes relativamente baixas, estando a sede municipal a uma altitude de 272 metros. As serras do município são de baixa elevação. Além disso, parte do território de Jeremoabo constitui o Raso da Catarina.
O município de Jeremoabo não possui uma hidrografia rica. O principal rio que corta o município é o Vaza-Barris. A vegetação predominante no território municipal é a Caatinga. O clima de Jeremoabo é semiárido, com temperatura média anual de 24,6°C e precipitação média anual de 453 mm. Segundo dados da estação meteorológica automática do Instituto Nacional de Meteorologia (INMET) de Jeremoabo, em operação desde 18 de agosto de 2015, a menor temperatura registrada na cidade foi de 13,5 °C em 17 de julho de 2017 e a maior alcançou 40,3 °C em 26 de novembro de 2015 e 3 de janeiro de 2016. A maior rajada de vento atingiu 21,5 m/s (77,4 km/h) em 16 de março de 2018.
| Dados climatológicos para Jeremoabo | Dados climatológicos para Jeremoabo | Dados climatológicos para Jeremoabo | Dados climatológicos para Jeremoabo | Dados climatológicos para Jeremoabo | Dados climatológicos para Jeremoabo | Dados climatológicos para Jeremoabo | Dados climatológicos para Jeremoabo | Dados climatológicos para Jeremoabo | Dados climatológicos para Jeremoabo | Dados climatológicos para Jeremoabo | Dados climatológicos para Jeremoabo | Dados climatológicos para Jeremoabo | Dados climatológicos para Jeremoabo |
| Mês                                 | Jan                                 | Fev                                 | Mar                                 | Abr                                 | Mai                                 | Jun                                 | Jul                                 | Ago                                 | Set                                 | Out                                 | Nov                                 | Dez                                 | Ano                                 |
| ----------------------------------- | ----------------------------------- | ----------------------------------- | ----------------------------------- | ----------------------------------- | ----------------------------------- | ----------------------------------- | ----------------------------------- | ----------------------------------- | ----------------------------------- | ----------------------------------- | ----------------------------------- | ----------------------------------- | ----------------------------------- |
| Temperatura máxima recorde (°C)     | 40,3                                | 38,1                                | 39,4                                | 38,1                                | 37,5                                | 32,8                                | 32,3                                | 35,8                                | 38,6                                | 39,6                                | 40,3                                | 39,7                                | 40,3                                |
| Temperatura mínima recorde (°C)     | 18,4                                | 18,3                                | 20,2                                | 19,9                                | 17,5                                | 15,4                                | 13,5                                | 14,1                                | 15,5                                | 17,3                                | 19                                  | 19,2                                | 13,5                                |
| Fonte: INMET (18/08/2015-presente)  |                                     |                                     |                                     |                                     |                                     |                                     |                                     |                                     |                                     |                                     |                                     |                                     |                                     |